# Estação Charlevoix
A Estação Charlevoix é uma das estações do Metrô de Montreal, situada em Montreal, entre a Estação LaSalle e a Estação Lionel-Groulx. Faz parte da Linha Verde.
Foi inaugurada em 03 de setembro de 1978. Localiza-se na Rua Centre. Atende o distrito de Le Sud-Ouest.

## Origem do nome
O nome da estação foi dado em memória a François-Xavier de Charlevoix (1682-1761), que foi um jesuita e historiador francês, um dos primeiros europeus a explorar o rio Mississipi.

## Ruas próximas
- rue Charlevoix
- rue Centre

## Pontos de interesse
- Centre St-Charles
- Centre d'accueil Louis-Riel
- Carrefour d'éducation populaire
- Services juridiques communautaires de Pointe-St-Charles et de La Petite Bourgogne
- Centre St-Columba House
- Service d'immatriculation des véhicules automobiles
- Parc du Canal-de-Lachine